# 金海姆
金海姆是德国莱茵兰-普法尔茨州的一个市镇。总面积9.07平方公里，总人口805人，其中男性390人，女性415人（2011年12月31日），人口密度89人/平方公里。